# Sébastien Laroche
Pour les articles homonymes, voir Laroche.
Sébastien Laroche, né le 29 octobre 1975 à Nevers (Nièvre), est un coureur cycliste français. Cycliste professionnel de 1999 à 2001, il devient ensuite assistant sportif au sein de l'équipe Arkéa-Samsic,.

## Palmarès
- 1992
  - Flèche Maratoise
- 1996
  - Boucle du Pays de Tronçais
  - Prix de Saint-Amant-Roche-Savine
  - 2e du championnat de France sur route amateurs
  - 2e du Prix de La Charité-sur-Loire
- 1997
  - Nocturne de Cosne-sur-Loire
  - 3e du championnat de France militaires sur route
- 1998
  - Circuit des Quatre Cantons
  - 3e étape du Tour de la Porte Océane
  - Circuit des Boulevards
  - 6ea étape du Tour du Faso
  - 3e du Circuit des Monts du Livradois
- 1999
  - 3e du Tour du lac Léman
- 2002
  - 3e du Grand Prix de Buxerolles